# Iglesia de Nuestra Señora de la Arca de la Alianza (Abu Gosh)
La Iglesia de Nuestra Señora de la Arca de la Alianza (en hebreo: כנסיית גבירתנו של ארון הברית; fundada originalmente en francés: Église Notre-Dame-de-l'Arche-d'Alliance) es el nombre que recibe un edificio religioso que pertenece a la Iglesia católica y se encuentra ubicado en el borde noroccidental de la localidad de Abu Gosh en el centro de Israel. La iglesia está a una altitud de 756 metros sobre el nivel del mar. 

## Historia
En el 1141, cerca de la zona en que se sitúa el pueblo de Abu Ghosh, los  hospitalarios fundaron otra iglesia, a unos 400 metros al este de la Iglesia de Nuestra Señora de la Arca de la Alianza.
La iglesia moderna se ubica actualmente en un montículo que fue establecido por la Orden de las Hermanas de San José de la Aparición.
La estructura construida en 1924, según la tradición ocupa el lugar de la casa de Abinadab, en la que el Arca de la Alianza descansó durante veinte años, hasta que el rey David la llevó a Jerusalén. Fue construida en el sitio de una iglesia bizantina previa del siglo V. Es reconocible por la estatua de María llevando al niño Jesús en sus brazos en la azotea. El interior está decorado con sencillez. Sus paredes están pintadas de blanco, y el gran ábside tiene una gran cruz latina.
En el lugar aparte de servicios religiosos se celebran actividades como el festival musical de Abu Ghosh.

## Véase también

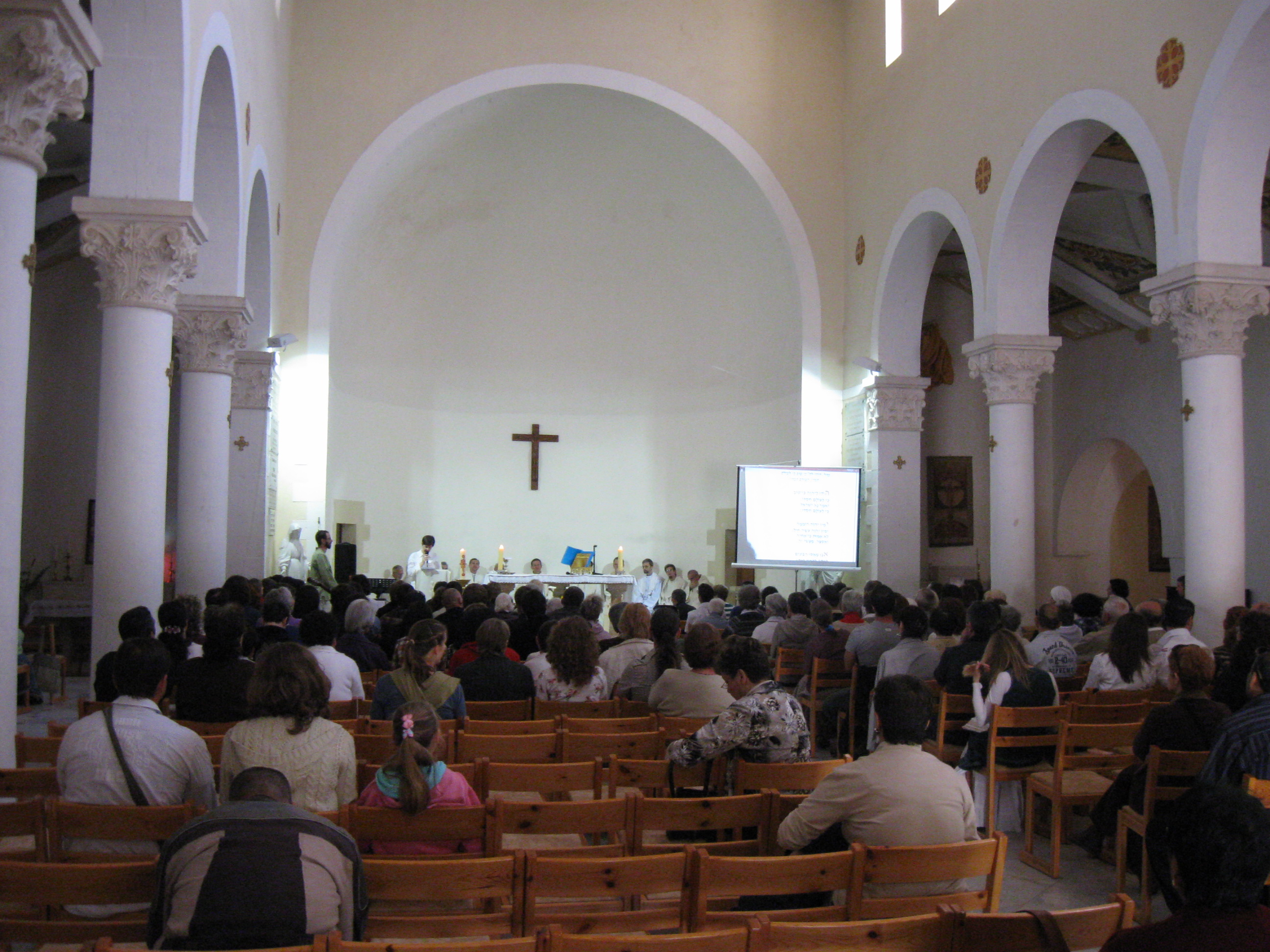
Vista Interna